# Funke Mediengruppe
Die Funke Mediengruppe mit Sitz in Essen ist ein Medienkonzern in der Rechtsform einer GmbH & Co. KGaA mit Beteiligungen an gedruckten und elektronischen Medien in Deutschland, Österreich und Kroatien. Die Gesellschaft verlegt Tageszeitungen, Publikums- und Fachzeitschriften, Anzeigenblätter sowie Kundenzeitschriften und besitzt mehrere Großdruckereien zu deren Herstellung. Ferner betreibt sie Lokalradios und Online-Angebote. Das größte Geschäftsfeld der Gruppe ist die regionale Berichterstattung, bei der in einer Region unterschiedliche Medien parallel betrieben und teilweise verknüpft werden. Als zweiten Schwerpunkt gibt die Gruppe Frauen- und Programmzeitschriften an.
Die Funke Mediengruppe besteht aus einer Vielzahl verschachtelter Unternehmen, in denen die einzelnen Medien und Betriebsteile formalrechtlich unabhängig geführt werden. Der Gesamtkonzern erwirtschaftete im Jahr 2018 einen Umsatz von 1,220 Mrd. Euro. 2017 betrug der Umsatz 1,258 Mrd. Euro, wovon 553,8 Mio. Euro auf die Tageszeitungen entfielen, 373,9 Mio. Euro auf die Zeitschriften, 168,1 Mio. Euro auf die Anzeigenblätter, 67,5 Mio. Euro auf alle elektronischen Medien, 22,4 Mio. Euro auf die Druckereien und 72,0 Mio. Euro auf sonstige Geschäftsfelder. Nach einem starken Rückgang des Umsatzes von 1,985 Mrd. Euro im Jahr 2002 um mehr als ein Drittel gehört die Funke Mediengruppe nicht mehr zu den zehn größten deutschen Medienkonzernen.
Der Konzern entstand aus der 1948 gegründeten Westdeutschen Allgemeinen Zeitung. Nach Aufkäufen anderer Zeitungen firmierte das Unternehmen ab 1976 als Zeitungsgruppe WAZ, nach weiterer Expansion in die elektronischen Medien ab 1997 als WAZ Mediengruppe. 2013 wurde nach dem Ausscheiden der Eigentümerfamilie Brost der Konzernname auf die verbleibende Eigentümerfamilie Funke geändert.

## Geschichte

### Gründung und Expansion als WAZ-Gruppe

Logo der ehemaligen WAZ-Mediengruppe

Gründer der Westdeutschen Allgemeinen Zeitung waren Erich Brost und Jakob Funke. Beide verfügten über jeweils 50 Prozent der Gesellschaftsanteile. Durch Aufkauf kleinerer Konkurrenztitel im ursprünglichen Verbreitungsgebiet hat sich die WAZ bereits in den 1970er Jahren eine wirtschaftliche Monopolstellung in vielen Städten des Ruhrgebiets gesichert. Durch journalistisch unabhängige Weiterführung der aufgekauften Zeitungen hielt der Konzern gleichzeitig die publizistische Vielfalt weitgehend aufrecht; ein Konzept, das als „WAZ-Modell“ bekannt und in vielen anderen Regionen nachgeahmt wurde.
Die WAZ-Mediengruppe veröffentlichte keine Geschäftszahlen, galt aber in der Branche über Jahrzehnte als eines der renditestärksten Medienunternehmen Deutschlands mit Umsatzrenditen von bis zu 30 Prozent. Aus den hohen Gewinnen im Kerngebiet finanzierte das Unternehmen eine große Zahl von Aufkäufen von gedruckten Medien sowie Neugründungen vor allem im privaten Rundfunk und von Online-Medien. Die Expansion von einer Regionalzeitung zum nationalen und später internationalen Medienkonzern wurde von dem jahrzehntelang amtierenden, in der Medienbranche sehr bekannten Geschäftsführer-Duo Erich Schumann, Bevollmächtigter der Brost-Seite, sowie Günther Grotkamp, Bevollmächtigter der Funke-Seite, geleitet.

### Eigentümerwechsel zur Funke-Gruppe

Historisches Logo der Funke Mediengruppe

Nach dem Tod der beiden Gründer wurden die jeweiligen Anteile auf eine Reihe von Erben aufgeteilt: Die Anteile Jakob Funkes erbten 1975 die Töchter Petra Grotkamp, Gisela Holthoff, Renate Schubries und Ute de Graffenried. Nachdem sich Tochter Ute 1989 auszahlen ließ, gehörte den drei verbleibenden Töchtern je ein Drittel der Funke-Familiengesellschaft. Die Anteile Gisela Holthoffs erbte 2011 ihr Adoptivsohn Stephan Holthoff-Pförtner, ein bekannter Rechtsanwalt und Unternehmer, der lange Zeit Sprecher der Funke-Seite war, und von 2017 bis 2021 Minister für Bundes- und Europaangelegenheiten sowie Internationales des Landes Nordrhein-Westfalen im Kabinett Laschet war. Die Anteile Erich Brosts erbten 1995 zu 60 Prozent seine Witwe Anneliese Brost sowie zu 40 Prozent der von Brost 1985 adoptierte langjährige Geschäftsführer Erich Schumann. Nach dem Tod von Schumann (2007) und Anneliese Brost (2010) gingen die Anteile der Brost Verwaltungs-GmbH auf die drei Enkel von Erich Brost über.
Die Unternehmensanteile blieben zu jeweils 50 Prozent in zwei Verwaltungsgesellschaften gebündelt. Daher konnten die Familienmitglieder nur gemeinsam agieren und die beiden Familiengruppen nur einvernehmlich entscheiden. Änderungen an diesem Modell waren dadurch erschwert, dass eine WAZ-Beteiligung ohne Zustimmung der Miteigner nicht an Dritte verkauft, sondern nur an Familienangehörige weitergegeben werden konnte. Weil keine einfachen Mehrheitsentscheidungen möglich waren, wurden Meinungsunterschiede sowohl zwischen den als auch innerhalb der Eigentümerfamilien in lang andauernden Konflikten ausgetragen. Unter anderem gab es 2006 Streit zwischen den Gesellschaftern um die Ausschüttung des hohen Erlöses von 520 Millionen Euro aus dem Verkauf der RTL-Beteiligung.
Mit dem Ziel, diese Konstellation zu ändern, hatte Anneliese Brost 2008 geheime Verträge mit Stephan Holthoff-Pförtner abgeschlossen, in denen unter anderem eine Kaufoption für die Holthoff-Anteile enthalten war. Petra Grotkamp versuchte gemeinsam mit ihrem Ehemann, dem langjährigen Geschäftsführer Günther Grotkamp, mit juristischen Mitteln die Teilung der Funke-Familiengesellschaft zu verhindern. Nach dem Tod von Anneliese Brost unterbreitete Petra Grotkamp ihrerseits den Brost-Enkeln ein Kaufangebot, das diese mit Wirkung zum 31. Dezember 2011 annahmen. Danach gehörten Petra Grotkamp zwei Drittel der Unternehmensanteile. Damit endete nach 63 Jahren die Aufteilung auf zwei Eigentümerfamilien. Ab März 2013 verwendete der Medienkonzern ohne gesonderte Mitteilung den Namen Funke Mediengruppe. Im Juni 2013 schließlich nahm der Konzern eine neue Rechtsform an und firmiert nun als Funke Mediengruppe GmbH & Co. KGaA.
Ende 2017 übertrug Petra Grotkamp ihre Eigentumsanteile zu gleichen Teilen an ihre drei Kinder Julia Becker, Nora Marx und Niklas Wilcke. Seit 1. Januar 2018 ist Julia Becker Aufsichtsratsvorsitzende des Konzerns. Sie trieb die Übernahme sämtlicher Gesellschafteranteile durch sich und ihre Geschwister voran. Im Juni 2021 wurde die komplette Unternehmensübernahme durch Julia Becker, Niklas  Wilcke und Nora Maria Marx bekannt. Laut Medienberichten sollen die Geschwister zwischen 250 und 280 Millionen Euro für die Minderheitsanteile der Mitgesellschafter Renate Schubries – einer Schwester von Petra Grotkamp – und Stephan Holthoff-Pförtner bis zum 2. Januar 2024 für die restlichen Anteile bezahlen. Die alleinige unternehmerische Führung ging an die Grotkamp-Kinder über.

### Übernahme der Regionalzeitungen und Zeitschriften der Axel Springer SE
Zum Mai 2014 übernahm die Funke Mediengruppe für einen Kaufpreis von 920 Millionen Euro von der Axel Springer SE die Regionalzeitungsgruppen Berliner Morgenpost und Hamburger Abendblatt sowie die Programm- und Frauenzeitschriften. Im Einzelnen waren dies die regionalen Tageszeitungen Hamburger Abendblatt, Bergedorfer Zeitung und Berliner Morgenpost, die Anzeigenblätter in Hamburg und Berlin, die Programmzeitschriften Hörzu, TV Digital, Funk Uhr, Bildwoche und TV neu sowie die Frauenzeitschriften Bild der Frau und Frau von Heute. Das Bundeskartellamt genehmigte die Übernahme nur unter der Auflage, drei der zugekauften und fünf weitere eigene Programmzeitschriften unverzüglich wieder abzugeben. Die acht Titel – unter anderem Funk Uhr, Bildwoche, TV neu, Die zwei und Super TV – erwarb die Mediengruppe Klambt.
Ein weiterer Bestandteil der Vereinbarung war die Gründung gemeinsamer Unternehmen für Vertrieb sowie Vermarktung der Springer- und Funke-Medien. Das Kartellamt genehmigte ein Gemeinschaftsunternehmen zum Anzeigenverkauf, nicht aber ein fusioniertes Vertriebsunternehmen. Stattdessen entstand nur ein gemeinsamer Vertrieb der Zeitungen. Die gemeinschaftliche Anzeigenvermarktung wurde nach fünf Jahren wieder aufgelöst.
Die gekauften Springer-Titel erwirtschafteten im Jahr 2012 einen Umsatz von 512 Mio. Euro. Durch den Zukauf vergrößerte die Funke-Gruppe ihr Kerngeschäft mit gedruckten Medien erheblich. Der Umsatz des gesamten Konzerns stieg um mehr als 40 Prozent, nämlich von 929 Mio. Euro im Jahr 2013 auf 1,322 Mrd. Euro im Jahr 2015.

### Übernahme der Marken Brigitte, Eltern und Gala
Im März 2025 verkaufte RTL Deutschland, das Mutterunternehmen von Gruner + Jahr, deren Marken Brigitte, Gala und Eltern an die Funke Mediengruppe.

## Organisation
Die Funke Mediengruppe wird von fünf Geschäftsführern mit unterschiedlichen Zuständigkeiten geleitet: Christoph Rüth leitet den Bereich Regionalmedien, Simone Kasik ist für die kaufmännische Konzernleitung verantwortlich, Jesper Doub und Jochen Beckmann für den Bereich Zeitschriften und Stephan Thurm für FUNKE Digital. Frühere Geschäftsführer des Konzerns sind u. a. Erich Schumann, Günther Grotkamp, Bodo Hombach, Christian Nienhaus, Manfred Braun, Thomas Ziegler und Andreas Schoo.
Im Januar 2019 zog der Unternehmenssitz innerhalb der Stadt Essen von der Friedrichstraße in das neuerrichtete Medienhaus der Funke Mediengruppe am Rande des Universitätsviertels um.
Zum Ende des Jahres 2022 trat die Funke Mediengruppe aus dem Bundesverband Digitalpublisher und Zeitungsverleger (BDZV) aus. Verlegerin Julia Becker begründete den Schritt mit dem Umgang des damaligen Verbandspräsidenten Mathias Döpfner mit der Affäre Reichelt: „Wir haben 2022 den Versuch des kollektiven Beschweigens eines brutalen Machtmissbrauchs gegenüber Frauen in der Medienbranche erlebt.“ Der Verband bedürfe dringend einer Erneuerung. „Wir hätten uns ein paar mehr Stimmen von Branchenvertreterinnen und -vertretern gewünscht, die das Bedürfnis haben, den Machtmissbrauch und seine Hintergründe zu benennen und – soweit das überhaupt geht – wiedergutzumachen.“

## Gedruckte Medien in Deutschland

### Tageszeitungen

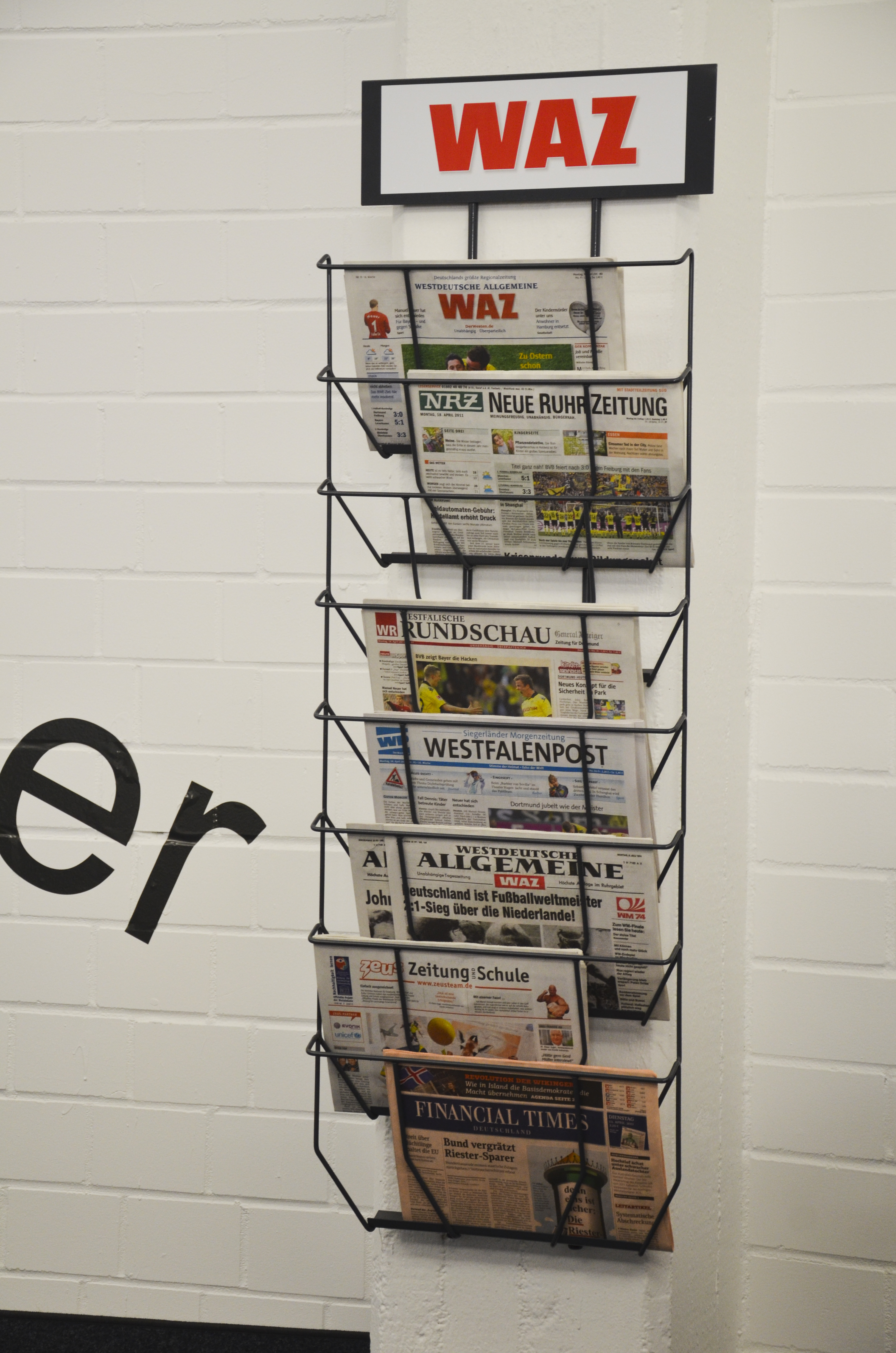
Einige Beispiele von Druckerzeugnissen der Funke Mediengruppe (2011)

Die Funke Mediengruppe besitzt in Deutschland mit Eigentumsmehrheit oder als großer Minderheitsgesellschafter dreizehn Tageszeitungstitel:
- Westdeutsche Allgemeine Zeitung (Essen)
- Neue Ruhr/Neue Rhein Zeitung (Essen)
- Westfälische Rundschau (Essen/Unna)
- Westfalenpost (Hagen)
- Iserlohner Kreisanzeiger und Zeitung
- Thüringer Allgemeine (Erfurt)
- Ostthüringer Zeitung (Gera)
- Thüringische Landeszeitung (Weimar)
- Braunschweiger Zeitung
- Harz Kurier (Osterode am Harz)
- Hamburger Abendblatt
- Bergedorfer Zeitung (Hamburg)
- Berliner Morgenpost

Durch den Austausch oder die gemeinsame Produktion von Inhalten sind die Titel zu erheblichen Teilen inhaltsgleich. Die Tageszeitungen machen fast die Hälfte des Konzernumsatzes aus.
Die Funke Mediengruppe gehört laut der Agentur pressrelations zu den meistzitierten Regionalzeitungen in deutschen Presseschauen.
In den 1970er Jahren kaufte der Verlag der Westdeutschen Allgemeinen Zeitung (WAZ) im Ruhrgebiet die kleineren Konkurrenzzeitungen Neue Ruhr/Neue Rhein Zeitung (NRZ), Westfälische Rundschau (WR) sowie Westfalenpost (WP) auf und fasste sie in der Zeitungsgruppe WAZ zusammen. Mit den aufgekauften Titeln verfuhr der Verlag auf neuartige Weise: Das Verlagsgeschäft wurde zusammengelegt und die Anzeigenteile waren in jedem Lokalgebiet identisch. Gleichzeitig blieben sowohl die Haupt- als auch die Lokalredaktionen der aufgekauften Zeitungen erhalten und publizierten weiterhin eigenständig. Damit vermied das Unternehmen Abonnementkündigungen durch das Verschwinden von Traditionszeitungen und konnte Konflikte mit der Fusionskontrolle minimieren. Diese Kombination eines wirtschaftlichen Monopols mit publizistischem Wettbewerb innerhalb eines Unternehmens wurde als „WAZ-Modell“ bekannt. Es erwies sich vor allem durch die Durchsetzung hoher Preise im Anzeigenmarkt als sehr erfolgreich und wurde später von anderen Verlagen nachgeahmt.
Nach der Wende erwarb die Zeitungsgruppe WAZ 1990 Anteile an drei zuvor DDR-Parteien gehörenden Regionalzeitungen in Thüringen, der Thüringer Allgemeinen (TA), der Ostthüringer Zeitung (OTZ) und der Thüringischen Landeszeitung (TLZ). In der Zeitungsgruppe Thüringen wurde das Modell aus dem Ruhrgebiet nachgebildet. Wie auch bei der Beteiligung am Iserlohner Kreisanzeiger und Zeitung (IKZ) verzichtete der Konzern zum Teil aus kartellrechtlichen Gründen auf den Erwerb der Unternehmensmehrheit, solange er als großer Minderheitsgesellschafter de facto die wirtschaftliche Leitung hatte und die Titel in seinen Verbund eingliedern konnte. 2006 erwarb der Konzern den Harz Kurier von der Jungfer Druckerei und Verlag, 2007 die benachbarte Braunschweiger Zeitung von der Verlegerfamilie Voigt und der Norddeutschen Landesbank. 2014 folgte die Übernahme aller drei Regionalzeitungen des Springer-Konzerns.
Bei allen deutschen Tageszeitungen geht seit über zwei Jahrzehnten die Zahl der Käufer stark zurück. Bei den Funke-Titeln fällt dieser Rückgang zum Teil überdurchschnittlich aus. Im Ruhrgebiet liegt der jährliche Auflagenrückgang mit 4 bis 5 Prozent doppelt so hoch wie der Marktdurchschnitt. Die verkaufte Auflage ist seit 1998 um 72,7 Prozent gesunken. Zusammen verloren die Zeitungen 830.754 Käufer und verkaufen nur noch 311.382 Exemplare. In Thüringen fällt der Rückgang sehr ähnlich aus, um 371.504 auf 132.239 Exemplare. Die verkaufte Auflage ist seit 1998 um 73,7 Prozent gesunken.
| 1998    | 1999    | 2000    | 2001    | 2002    | 2003    | 2004   | 2005   | 2006   | 2007   | 2008   | 2009   | 2010   | 2011   | 2012   | 2013   | 2014   | 2015   | 2016   | 2017   | 2018   | 2019   | 2020   | 2021   | 2022   | 2023   | 2024   |
| ------- | ------- | ------- | ------- | ------- | ------- | ------ | ------ | ------ | ------ | ------ | ------ | ------ | ------ | ------ | ------ | ------ | ------ | ------ | ------ | ------ | ------ | ------ | ------ | ------ | ------ | ------ |
| 1142136 | 1126200 | 1103750 | 1086932 | 1055246 | 1027143 | 993795 | 958162 | 916515 | 894284 | 860675 | 818678 | 807471 | 764967 | 720733 | 656406 | 615368 | 584952 | 552748 | 517813 | 488709 | 459083 | 431292 | 409226 | 381223 | 350577 | 323662 |

Funke-Tageszeitungen Nordrhein-Westfalen

| 1998   | 1999   | 2000   | 2001   | 2002   | 2003   | 2004   | 2005   | 2006   | 2007   | 2008   | 2009   | 2010   | 2011   | 2012   | 2013   | 2014   | 2015   | 2016   | 2017   | 2018   | 2019   | 2020 | 2021   | 2022   | 2023   | 2024   |
| ------ | ------ | ------ | ------ | ------ | ------ | ------ | ------ | ------ | ------ | ------ | ------ | ------ | ------ | ------ | ------ | ------ | ------ | ------ | ------ | ------ | ------ | ---- | ------ | ------ | ------ | ------ |
| 503743 | 484654 | 468934 | 440036 | 424426 | 407868 | 391082 | 371915 | 355592 | 341577 | 327120 | 314854 | 306240 | 296558 | 287417 | 277263 | 268251 | 256775 | 248304 | 239049 | 228942 | 213375 |      | 183088 | 165277 | 149239 | 137463 |

Funke-Tageszeitungen Thüringen
Auf die Rückgänge bei den verkauften Auflagen sowie den angestiegenen Konkurrenzdruck durch das Internet auch im Anzeigengeschäft reagierte die Konzernleitung 2008 mit der ausdrücklichen Abkehr vom „WAZ-Modell“. Nach und nach wurden Teile der überregionalen Redaktionen sowie ganze Lokalredaktionen zusammengelegt und damit auch die publizistischen Inhalte der Zeitungstitel schrittweise vereinheitlicht.
2009 errichtete der Konzern für WAZ, NRZ und WR unter der Bezeichnung „Content Desk“ in Essen eine Zentralredaktion „für In- und Ausland, Wirtschaft, Sport, Kultur, Vermischtes und Fernsehen“. Zeitgleich wurden rund 300 der 900 Redakteursstellen der nordrhein-westfälischen Zeitungen gestrichen. In den folgenden Jahren wurden fortwährend weitere Stellen eingespart. Im Januar 2013 wurde die gesamte Redaktion der Westfälischen Rundschau in Dortmund geschlossen und die meisten Redakteure entlassen. Die zugehörige Verlagsgesellschaft stellte im September 2014 einen Antrag auf Eröffnung eines Insolvenzverfahrens. Seitdem existiert kein eigenständiges Medium mehr. Stattdessen wird die Marke weiterverwendet als zusätzlicher Titel für vollständig übernommene redaktionelle Erzeugnisse anderer Medien.
Nach dem Kauf der Springer-Regionalzeitungen weitete der Funke-Konzern die Vereinheitlichung auf alle seine Tageszeitungen aus. 2015 richtete er unter dem Namen „Funke Zentralredaktion“ in Berlin eine gemeinsame überregionale Redaktion für alle Konzernmedien ein. Die Redaktionen der einzelnen Zeitungen wurden auf die regionale Berichterstattung reduziert, die NRW-Zentralredaktion geschlossen.

### Zeitschriften
Die Publikumszeitschriften der Funke Mediengruppe sind im Gong Verlag und in der Funke Women Group organisiert, die beide in Ismaning angesiedelt sind. Die Gesamtauflage aller Titel beträgt an die 5 Millionen Exemplare wöchentlich. Die bekanntesten sind Gong, Bild+Funk, Hörzu, Bild der Frau, TVdirekt, Die Aktuelle, Das Goldene Blatt und Echo der Frau. 2008 erwarb der Konzern vom Verlag Gruner + Jahr die Frauenzeitschrift Frau im Spiegel. Mit der Zeitschrift Hörzu übernahm Funke auch den von dieser seit 1965 jährlich vergebenen Preis „Goldene Kamera“.
Im Reiner H. Nitschke Verlag und der Verlagsgruppe Bahn GmbH gibt die Gruppe eine breite Palette von Fachzeitschriften heraus. 2012 trennte sich die Mediengruppe von dem Modellbauverlag Verlag für Technik und Handwerk mit Sitz in Baden-Baden.
Im Mai 2020 gab die Funke Mediengruppe bekannt, dass sie drei Viertel ihrer Mitarbeiter der 2015 gegründeten zentralen Programmzeitschriften-Redaktion in Hamburg kündigen wird, um die redaktionelle Tätigkeit in Fremdfirmen auszulagern. Die Entlassung fast der gesamten Redaktion sei nötig, um „auch mittelfristig wettbewerbsfähig zu bleiben“, so der Konzern.
Von 2001 bis 2020 gehörte die Verlagsgruppe Bahn (VGB) als eines der größten Special-Interest-Verlagshäuser für Eisenbahn- und Modellbahnthemen zum Verlagsportfolio. Am 1. Juli 2020 wurde die VGB an den einstigen Konkurrenten GeraNova Bruckmann veräußert.
Ab Anfang April 2020 startete Funke das Heft IMTEST, nach eigenen Angaben „Deutschlands größtes Verbrauchermagazin“. In einer Auflage von 1,1 Millionen Exemplaren wird es den hauseigenen Tageszeitungen beigelegt.

### Anzeigenblätter
Nach ersten Gründungen von vollständig anzeigenfinanzierten, kostenlos verteilten lokalen Wochenzeitungen in den 1960er Jahren führten praktisch alle deutschen Regionalzeitungsverlage flächendeckend eigene Anzeigenblätter ein, um Konkurrenz im lokalen Anzeigenmarkt von vorneherein zu verhindern. Die Zeitungsgruppe WAZ gründete 1977 die Westdeutsche Verlags- und Werbegesellschaft (WVW). Diese wiederum gründete 1978 mit dem regionalen Tageszeitungskonkurrenten Medienhaus Lensing als gemeinsames Tochterunternehmen zu gleichen Teilen die Ostruhr-Anzeigenblattgesellschaft (ORA). Die WVW/ORA Anzeigenblätter geben in Nordrhein-Westfalen 84 lokale Titel mit einer wöchentlichen Gesamtauflage von 5,4 Millionen Exemplaren heraus. Dazu gehört das Onlineportal lokalkompass.de unter dem Dach der FUNKE Media Sales NRW GmbH.
Mit der Übernahme der Thüringer Tageszeitungen gründete die WAZ-Gruppe auch in deren Verbreitungsgebieten Anzeigenblätter. Seit dem 1. August 1990 erscheint der Allgemeine Anzeiger, inzwischen zweimal wöchentlich mit einer Gesamtauflage von rund 1,7 Millionen Exemplaren. Mit den weiteren Zukäufen von Tageszeitungen übernahm der Konzern auch die zugehörigen Anzeigenblätter. In der Region Braunschweig erscheinen die Neue Braunschweiger, das Echo zum Sonntag und der Harzer Wochenspiegel mit einer wöchentlichen Gesamtauflage von rund 350.000. Von Springer übernahm die Funke-Mediengruppe die Berliner Woche mit 30 lokalen Ausgaben und einer Auflage von 1,46 Millionen sowie das Hamburger Wochenblatt mit 26 lokalen Ausgaben und einer Auflage von rund 450.000.
Zum 1. März 2023 wurden in NRW mehrere Redakteure entlassen und die bisher rund 18 Vollzeitstellen auf 8,2 reduziert, nachdem diese Umstrukturierung ab November 2022 bruchstückhaft an die Betroffenen kommuniziert wurde. Zukünftig sollen die so verbliebenen Redakteure unter Zuhilfenahme von Artikeln aus den Lokalausgaben der der Funke Medien Gruppe zugehörigen Tageszeitungen die Anzeigenblätter erstellen. Eine Erstellung eigener Inhalte durch die verbliebenen Redakteure ist nicht mehr vorgesehen.

### Wochenzeitungen
Am Sitz des Konzerns in Essen besitzt die Funke Mediengruppe eine selten gewordene Medienform: eine lokale Kauf-Wochenzeitung. 1850 wurden in der damals noch eigenständigen Kommune die Werdener Nachrichten gegründet, 1949 in einem Essener Stadtbezirk die Borbecker Nachrichten, die zeitweise die auflagenstärkste lokale Wochenzeitung Deutschlands waren. Ab 1959 wurden beide von den Brüdern Franz-Josef und Walter Wimmer geleitet. Bei der allgemeinen Einführung kostenloser wöchentlicher Anzeigenblätter in den 1970er Jahren vermied die WAZ-Gruppe Konkurrenzhandlungen und gab über zwei Jahrzehnte nur in diesen beiden Essener Stadtbezirken keine kostenlosen Zeitungen heraus. 1986 kaufte die WAZ-Gruppe die Eigentumsanteile von Franz-Josef Wimmer. 1998 beendete der Konzern seine Politik der Konkurrenzvermeidung und führte Anzeigenblätter auch in diesen Stadtbezirken ein. Im Jahr 2000 verkaufte daraufhin auch Walter Wimmer seine Anteile. Der Konzern führte zunächst beide Titel fort. Mit der Begründung mangelnder Rentabilität stellte die Funke Mediengruppe 2018 die Borbecker Nachrichten ein.

### Bücher
2007 ist die WAZ Mediengruppe auch ins Buchgeschäft eingestiegen und hat den Essener Klartext Verlag gekauft. Dieser war seit Jahren Partner des Konzerns und vertreibt Bücher mit regionalen Themen.

## Elektronische Medien in Deutschland

### Fernsehen
1986 kaufte die WAZ Mediengruppe 10 Prozent des 1984 gegründeten privaten TV-Senders RTL plus und baute als dessen Zulieferer unter dem Namen Westfilm Medien GmbH eine regionale Fernsehproduktion auf. 1997 fusionierten die RTL-plus-Muttergesellschaften Compagnie Luxembourgeoise de Télédiffusion und UFA Film & TV Produktion GmbH zur CLT-UFA. Die WAZ-Gruppe tauschte dabei ihren RTL-plus-Anteil, ihre eigene Fernsehproduktion sowie einen Geldbetrag aus dem Verkaufserlös für den Papierhersteller E. Holtzmann & Cie. gegen einen 20-prozentigen Eigentumsanteil an der Beteiligungsgesellschaft BW TV und Film Verwaltungs GmbH (BW-TV) ein, der die Hälfte von CLT-UFA gehörte. In einem weiteren Zusammenschluss wurde 2000 aus CLT-UFA und Pearson Television der europäische Fernsehkonzern RTL Group gebildet, mit einem Eigentumsanteil von 37,04 Prozent für die BW-TV. Die WAZ-Gruppe verkaufte 2005 ihren indirekten RTL-Group-Anteil von 7,41 Prozent zum Preis von 520 Millionen Euro an den zweiten BW-TV-Eigentümer Bertelsmann.
Im Juni 2008 kaufte die WAZ Mediengruppe 24,9 Prozent der Anteile am Fernsehsender NRW.TV, den nach dem NRW-Mediengesetz höchstzulässigen Anteil für Verleger. Im März 2016 stellte NRW.TV einen Antrag auf Eröffnung eines Insolvenzverfahrens. Am 10. Mai 2016 gab der Insolvenzverwalter bekannt, dass der Sendebetrieb eingestellt werde, da man keinen Käufer für den Sender fand.
Funke betreibt über 40 werbefinanzierte Fernsehsender, darunter Goldstar TV.

### Radio
Die Funke-Mediengruppe besitzt Beteiligungen an zahlreichen Lokalradios in Nordrhein-Westfalen. Zur Einführung privater Radios ab 1990 hatte das Bundesland mit dem Zwei-Säulen-Modell ein komplexes Organisationsmodell gesetzlich vorgegeben. Durch eine Trennung in „Betriebsgesellschaft“ und „Veranstaltergemeinschaft“ sollte die redaktionelle Unabhängigkeit vom wirtschaftlichen Betrieb gesichert werden. Im Gegenzug erhielten die NRW-Tageszeitungskonzerne entsprechend ihren örtlichen Marktanteilen bevorzugten Zugriff auf Dreiviertel der Eigentumsanteile der Betriebsgesellschaften. Die Zeitungsgruppe WAZ erwarb im Lizenzierungsverfahren Mehrheitsanteile an zehn Radiosendern in ihrem Hauptverbreitungsgebiet: Antenne Ruhr, Radio Bochum, Radio Duisburg, Radio Emscher Lippe, Radio Ennepe Ruhr, Radio Essen, Radio Hagen, Radio Herne, Radio K.W. (Kreis Wesel) und Radio Sauerland. Antenne Ruhr wurde 2007 aufgeteilt in Radio Mülheim und Radio Oberhausen. Außerdem erwarb die WAZ-Gruppe Minderheitsbeteiligungen an weiteren Lokalradios, unter anderem Antenne Düsseldorf, Radio 91.2 (Dortmund) und Radio Siegen. In Niedersachsen ist die Funke Medien an Radio38 beteiligt.
Der Konzern bündelt die wirtschaftlichen Aktivitäten seiner elf Radiosender mit Mehrheitsbeteiligung in der Westfunk GmbH & Co. KG, die als „Servicegesellschaft“ de facto zentral aus Essen die Geschäfte führt.

### Online
Zur Vermarktung von Kleinanzeigen gründete 2003 die damalige WAZ Mediengruppe gemeinsam mit der Verlagsgruppe Georg von Holtzbrinck und der Ippen Mediengruppe mit je einem Drittel Anteil das Unternehmen ISA GmbH & Co. KG, später umbenannt in Markt Gruppe GmbH & Co. KG. Im September 2005 startete das Unternehmen den Kleinanzeigendienst Markt.de. 2014 verkaufte Funke seinen Eigentumsanteil an die beiden Mitgesellschafter.
2007 vereinigte die WAZ-Gruppe die Internetauftritte der nordrhein-westfälischen Tageszeitungen im Onlineportal DerWesten.de. Die Neugründung sollte durch innovative Funktionen wie audiovisuelle Inhalte, Inhaltsübersichten auf Landkarten sowie aktive Leserbeteiligung („Web 2.0“) neue Lesergruppen gewinnen. Dazu schloss die WAZ-Gruppe als erster privatwirtschaftlicher Verlag eine Kooperation mit dem Westdeutschen Rundfunk zur direkten Übernahme von Beiträgen aus dessen Mediathek. 2012 gab der Konzern das Konzept der Dachmarke auf und stellte die eigenständigen Internet-Auftritte der Tageszeitungsmarken wieder her, während DerWesten.de später als Unterhaltungsangebot für die junge Zielgruppe eingerichtet wurde.
2010 übernahm die WAZ Mediengruppe mehrere Gesundheitsportale von Springer Medizin, u. a. lifeline.de, qualimedic.de, gesundheitsberatung.de und 9monate.de sowie Special-Interest-Portale wie scheidenpilz.com. In den folgenden Jahren kaufte der Konzern die berufsorientierten Portale Joblocal, Absolventa und Azubiyo.
2016 kaufte die Funke Mediengruppe 60 Prozent des Unternehmens Media Partisans, dessen Hauptprodukt die umstrittene Website Heftig.co ist. Das Internetportal wird wegen Clickbaiting mit reißerischen und teils irreführenden Überschriften sowie regelmäßiger Missachtung von Urheberrechten kritisiert und verteidigt sich damit, sich nicht als journalistisch zu verstehen und auch keine Journalisten zu beschäftigen. Mit weltweit 43 Portalen erzielte Media Partisans 2016 einen Gewinn von 1,1 Millionen Euro.
2020 lancierte das Unternehmen das Projekt Media Campus, das Lehrkräfte dabei unterstützen soll, den Schülern im Unterricht Medienkompetenz zu vermitteln. Es soll außerdem die Lese- und Schreibfähigkeit fördern. Zusätzlich bindet das Projekt Schüler und Jungautoren als Reporter ein, indem sie ihre Inhalte auf der Plattform Funky.de veröffentlichen können.

#### Funke Digital GmbH
Im Mai 2020 startete das zu Funke gehörende Regionalportal Moin.de mit Schwerpunkt liegt auf Meldungen aus Hamburg und Norddeutschland.
Im Sommer 2020 fasste das Unternehmen alle überregionalen Digitalangebote, die eine bestimmte Zielgruppe oder einen konkreten Themenbereich ansprechen, in der Neugründung Funke Digital GmbH, Berlin (das sogenannte Funke Digital Brands Network) zusammen. Geschäftsführer Stand Okt. 2024 sind Stephan Martin Thurm (Eintrittsdatum April 2014), Alexander Rüben (Juli 2019), Christoph Rüth (Nov. 2020) und Simone Kasik (August 2021).
Ein Schwerpunkt ist der Bereich FUNKE Gesundheit, in dessen Rahmen die Gesundheitsportale des Unternehmens betrieben werden. Im Februar 2021 wurde bekannt, dass das Portal Onmeda von der gofeminin.de GmbH übernommen wurde. Zu der Sparte gehören auch 9monate.de, gesundheit.de und lifeline.de.
Als „Online-Lifestyle Marken“ für „Frauenthemen“ werden geführt: Bild der Frau, myself.de, donna-magazin.de, wmn.de, kronendach.de, selfies.com, gofeminin.de. Im November 2022 wurde bekannt, dass die Marke Edition F übernommen wurde und ebenso dort eingegliedert wird.
Der Westen bildet mit Moin.de, Thüringen24 und News38 eine Redaktions-Gemeinschaft mit der Redaktionsleiterin Yasemin Kulen und der Chefredakteurin Bettina Steinke. Die zweifelhafte Qualität der Produkte wurde vielfach als sogenanntes Clickbait mit grob irreführenden Schlagzeilen kritisiert. Auch der Deutschen Presserat rügte wiederholt aufgrund „eklatantem Clickbaiting“.

#### Sonstige Online-Portale
Die TV- und Radio-Programmzeitschriften TVdigital.de, TVdirekt.de werden digital, Hörzu auch in gedruckter Form verbreitet.
Der Themenbereich Rezepte und Nahrungsmittel wird neben dem Fernsehkanal EAT CLUB TV, auch online durch eatclub.de, LeckerSchmecker.me und veggieBOOM.com abgedeckt.
Zu dem Themenbereich „Serien, Gaming, Technik“ gehören 4p.de, imtest.de, werstreamt.es, genialetricks.de und Futurezone.de.

## Medien in Österreich

Eigentumsverhältnisse Mediaprint (2008)

In Österreich hält die WAZ Ausland Holding GmbH seit 1987 45 Prozent Eigentumsanteile an der Boulevardtageszeitung Kronen Zeitung sowie kurz darauf 45 Prozent an der Tageszeitung Kurier. Anzeigenvermarktung, Druck und Vertrieb der Zeitungstitel werden über die gemeinsame Tochter Mediaprint GmbH & Co KG abgewickelt. 2018 verkaufte die Funke Mediengruppe 49 Prozent der Anteile der WAZ Ausland Holding an das österreichische Immobilien- und Handelsunternehmen Signa Holding, das unter anderem Eigentümer des Warenhaus-Konzerns Galeria Karstadt Kaufhof ist.
Seit der Beteiligung an der österreichischen Kronen Zeitung kam es mehrfach zu Streitigkeiten zwischen der damaligen WAZ-Gruppe und dem vormaligen Alleineigentümer Hans Dichand, denen je die Hälfte des Blatts gehört. Anlässlich der Ernennung seines Sohns Christoph Dichand durch den in Österreich umstrittenen Altverleger im Jahr 2001 ohne Einverständnis des Partners kam es zum offenen Bruch. Die WAZ-Gruppe wehrte sich gegen diese Entscheidung und setzte mit Michael Kuhn einen zweiten Chefredakteur durch, den Dichand nach weiteren Auseinandersetzungen schließlich 2006 im Alleingang fristlos kündigte. Seitdem versuchen beide Seiten, ihre Vorstellungen von der Leitung des Verlags und der Zeitung vor Gericht durchzusetzen; aufgrund der gesellschaftsrechtlichen Pattsituation aber bislang ohne nachhaltigen Erfolg.
Im Rahmen dieser Auseinandersetzung warf Dichands anderer Sohn Michael der WAZ-Gruppe vor, in Kroatien mit der „organisierten Wirtschaftskriminalität“ zusammenzuarbeiten und den Versuch der „Monopolisierung“ und „Teutonisierung“ des kroatischen Zeitungsmarktes zu unternehmen. Die WAZ ging erfolgreich gerichtlich gegen diese Vorwürfe vor. Michael Dichand griff außerdem den damaligen Geschäftsführer der WAZ Mediengruppe, Bodo Hombach, persönlich an, mit dem Vorwurf, dieser habe „sich ein Häuschen vom Energiekonzern VEBA […] finanzieren lassen, also von der Atomlobby“. Dagegen setzte sich Hombach ebenfalls mit einer Klage zur Wehr. Das Landgericht Hamburg untersagte im Juli 2007 diese und weitere Äußerungen ausdrücklich, da Dichand seine Behauptungen nicht belegen konnte. Die von Dichand eingelegte Berufung wies das Oberlandesgericht Hamburg Anfang Januar 2008 zurück. Dichand legte dagegen wiederum Beschwerde beim Bundesgerichtshof ein und verlor auch hier, womit er letztinstanzlich seine Behauptungen nicht wiederholen darf.

## Medien in Osteuropa
Anfang der 1990er-Jahre engagierte sich die Gruppe erstmals auf dem osteuropäischen Markt und besaß mehrere Print-Beteiligungen in Ungarn, Kroatien (siehe Europapress Holding), Serbien und Nordmazedonien. Ende 2007 gab der Konzern den Kauf der russischen Regionalzeitung Sloboda bekannt und bezeichnete ihn als „Startpunkt für weitere Engagements“. Im August 2010 gab Hombach bekannt, dass sich der Konzern aus Serbien und Rumänien zurückziehen wird und nach Käufern mit hohen Angeboten sucht. Diesem Rückzug gingen vergebliche Versuche voraus, zunächst auf gewöhnlichem Weg einige serbische Zeitungen aufzukaufen, später fiel man auf fragwürdige Mittelsmänner wie Stanko Subotić herein. Dieser wurde von Interpol beschuldigt, Geldwäsche zu betreiben und in Südosteuropa Zigarettenschmuggel organisiert zu haben. Anfang 2012 zog sich die Funke Mediengruppe aus Mazedonien, in welches sie 2003 eingestiegen sind, zurück und verkaufte die Tageszeitungen Dnevnik, Utrinski Vesnik und Vest. Das Ungarische Zeitungs- und Druckhaus PLT (Pannon Lapok Tarsasaga) in Veszprém wurde 2016 an VCP (Vienna Capital Partners) verkauft.

## Weitere Geschäftsfelder

### Druckereien
Die Funke-Mediengruppe betreibt zwei große Zeitungsdruckereien in Braunschweig und Hagen. Zwei weitere Druckhäuser hat der Konzern nach starken Rückgängen des Druckvolumens geschlossen. Die Zeitungsdruckerei der Ostthüringer Zeitung in Löbichau bei Gera wurde Anfang der 1990er Jahre mit öffentlicher Förderung neu gebaut und bereits 2013 wieder abgewickelt. Mitte 2020 gab die Funke-Mediengruppe das seit den 1960er Jahren bestehende Stamm-Druckhaus in Essen auf mit der Begründung, beide Druckereien in Nordrhein-Westfalen seien nur zur Hälfte ausgelastet. Den 120 Essener Druckereimitarbeitern sollte trotz der mangelnden Auslastung ein Angebot in Hagen unterbreitet werden. Zum Zeitpunkt der Schließung wollte der Konzern keine Auskunft darüber geben, wie viele der Mitarbeiter tatsächlich in Hagen angestellt wurden. Kurz darauf gab der Konzern für Ende 2021 die Schließung auch der Erfurter Druckerei mit 270 Mitarbeitern und die Verlagerung des Drucks nach Braunschweig bekannt.

### Zustellung
Die Funke Logistik NRW GmbH bietet adressierte und unadressierte Hauszustellungen für rund die Hälfte der Einwohner Nordrhein-Westfalens an. Dazu unterhält sie, verteilt auf fünf regionale Subunternehmen, ein Netzwerk von 12.000 Zustellern.

### Papierherstellung
1987 erwarb die WAZ Mediengruppe Anteile am Druckpapier-Hersteller E. Holtzmann & Cie., Mitte 1987 hielt sie 34 Prozent der Unternehmensanteile. Nachfolgend baute sie ihren Eigentumsanteil bis zu einer Mehrheitsbeteiligung aus. 1997 verkaufte die WAZ-Gruppe ihren Anteil zum Preis von 1,17 Milliarden Mark an das finnische Unternehmen Enso.

### Mobilfunk
Von 2009 bis 2016 betätigte sich die Mediengruppe als Mobilfunkanbieter und vermarktete unter der Eigenmarke Wir Mobil Mobilfunkverträge des Netzbetreibers E-Plus. Für Abonnenten der eigenen Medien gab es vergünstigte Konditionen, außerdem erhielten die Mobilfunkkunden kostenlosen Zugriff auf die konzerneigenen Nachrichtenportale. Im September 2015 beendete die Funke-Gruppe die Vermarktung. Zum Oktober 2016 kündigte sie allen Bestandskunden die Verträge und beendete damit auch die Durchführung.

### Reisevermittlung
2018 gründete die Mediengruppe das Online-Reisebüro Globista mit eigenem Buchungssystem.